# Brovdi Art

Офіційний логотип культурно-мистецької фундації Brovdi Art

«Бровді Арт» — культурно-мистецька фундація, діяльність якої спрямована на формування сучасного арт-простору, втілення інноваційних творчих ідей та проектів.

## Загальна інфрмація
Мета — створити якісну, цікаву та доступну платформу, яка поєднуватиме класичне й сучасне мистецтво, живопис і скульптуру, експозицію та перформанс, новітні мультимедіа і традиційний екскурс, культурно-пізнавальний контент і якісне дозвілля. Платформу вільної творчості та зручної комунікації між митцем і глядачем, толерантну до різних художніх напрямів, стилів і жанрів, відкриту до діалогу концепцій, ідей та смислів, не обмежену регіональним чи вузько-культурним контекстом.
Профіль фундації — сприяння творчій діяльності митців, пошук та підтримка молодих талантів; заснування художніх музеїв, експозицій і галерей; організація конкурсів, виставок, пленерів, майстер-класів; популяризація класичного та сучасного образотворчого мистецтва; видання каталогів, альбомів і книг; співпраця з творчими спілками, арт-центрами, аукціонами і навчальними закладами; інформаційна і культурно-просвітницька діяльність у мас-медіа та соціальних мережах.

## Проекти

### ЗакарпатАрт
ЗакарпатАрт — мистецький простір Закарпаття (ЗакарпатАрт) — це культурно-просвітницький проект, започаткований і втілюваний у життя фундацією Brovdi Art з метою вивчення, систематизації та популяризації історії, традицій і досягнень закарпатської художньої школи, а також її сучасного творчого потенціалу. У фокусі проекту — образотворче мистецтво найзахіднішого куточка України у всьому розмаїтті жанрів, стилів і напрямів. Це — художники і скульптори, дизайнери і фотографи, педагоги і мистецтвознавці. Це — музеї і галереї, виставки і арт-проекти, творчі інституції та об'єднання, найпомітніші мистецькі події та явища.

#### Класики закарпатської школи
Класики закарпатської школи. Закарпатська художня школа  — культурний феномен, що сформувався на Закарпатті у 1920-50-х роках на засадах західноєвропейського мистецтва початку ХХ ст. з одного боку, та естетики і багатовікових традицій народної творчості регіону  — з іншого. Становлення і розвиток школи пов'язаний з іменами митців європейського рівня, корифеїв живопису, які стали класиками ідей, принципів, колористики, жанрових, тематичних і стилістичних особливостей потужної художньої школи України. Це такі відомі імена:
Бедзир Павло Юрійович
Бокшай Йосип Йосипович
Борецький Адальберт Адальбертович
Габда Василь Георгійович
Герц Юрій Дмитрович
Глюк Гаврило Мартинович
Грабовський Еміліан Романович
Ерделі Адальберт Михайлович
Кашшай Антон Михайлович
Контратович Ернест Рудольфович
Коцка Андрій Андрійович
Кремницька Єлизавета Людвігівна
Манайло Федір Федорович
Микита Володимир Васильович
Петкі Шандор Ференцович
Приходько В'ячеслав Опанасович
Свида Василь Іванович
Семан Ференц Іванович
Шепа Антон Олексійович
Шолтес Золтан Іванович
Шутєв Іван Михайлович

#### Митці Закарпаття
Митці Закарпаття — мистецтво Закарпаття крізь призму його творців і персоналій. У цьому розділі представлені життєписи, бібліографії, фото і відеоархіви, портфоліо робіт художників, скульпторів, майстрів декоративно-прикладного мистецтва, чий життєвий і творчий шлях пов'язаний із Закарпаттям.

### Срібний Мольберт
Срібний Мольберт — відкритий студентський конкурс з живопису «Срібний мольберт», який проводиться серед студентів вищих навчальних закладів України та зарубіжних країн. Заявки-анкети подають претенденти, які досягли 18-річного віку. Конкурс передбачає виконання творчих завдань у трьох обов'язкових номінаціях:
- «Міський пейзаж»
- «Портрет»
- «Імпровізація»

Учасники конкурсу самостійно обирають стиль виконання конкурсних робіт у кожній із номінацій (реалізм, модернізм, абстракціонізм, поп-арт тощо). За підсумками виконання конкурсних завдань журі визначає по три кращі роботи у кожній номінації. За кожну кращу роботу встановлена грошова винагорода. Крім дев'яти призерів в обов'язкових номінаціях, серед учасників визначаються лауреати спеціальних відзнак та премій від офіційних партнерів конкурсу (запрошення на виставки, аукціони, майстер-класи, в арт-резиденції тощо). Найвищою відзнакою конкурсу є Гран-прі від засновників культурно-мистецької фундації Brovdi Art. Лауреатами Гран-прі можуть стати від 1 до 3 конкурсантів, які отримують гранти на подорож до одного з культурно-мистецьких центрів Європи (Більбао, Мадрид, Париж, Відень, Рим, Мюнхен та ін.) й відвідання всесвітньо відомих музеїв та галерей. Усі конкурсанти отримують сертифікати учасників та подарунки. Конкурсні роботи учасників будуть надруковані у художньому каталозі та експонуватимуться на виставках. Оргкомітет забезпечує безоплатне проживання, харчування і транспортування учасників у межах конкурсної програми; надання локацій, полотен, мольбертів і реквізиту для виконання конкурсних робіт; культурно-екскурсійну програму. 